# Chlorocoma halochlora
Chlorocoma halochlora là một loài bướm đêm trong họ Geometridae.